# Temuco
Temuco és una ciutat xilena capital de la regió de l'Araucania, capital al seu torn de la Província de Cautín i nucli del Gran Temuco. Aquesta ciutat va ser fundada el 24 de febrer de 1881 pel ministre Manuel Recabarren Rencoret com a fort militar durant l'Ocupació de l'Araucania per l'Exèrcit xilè. Temuco és a 670 quilòmetres al sud de Santiago, la capital de Xile i és la quarta ciutat més poblada de Xile, amb dades del cens del 2017 tenia 282.415 habitants.

## Galeria d'imatges

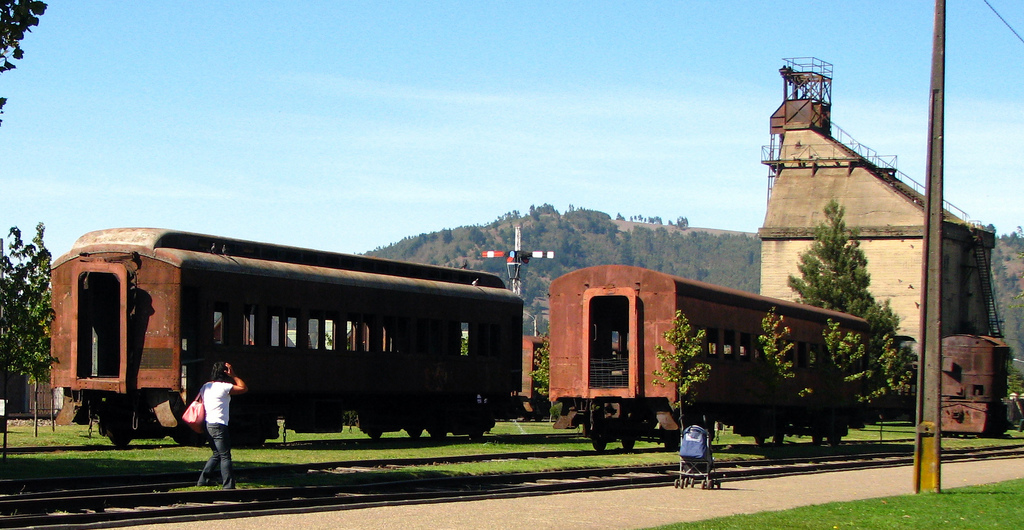
Museo de los Trenes Pablo Neruda
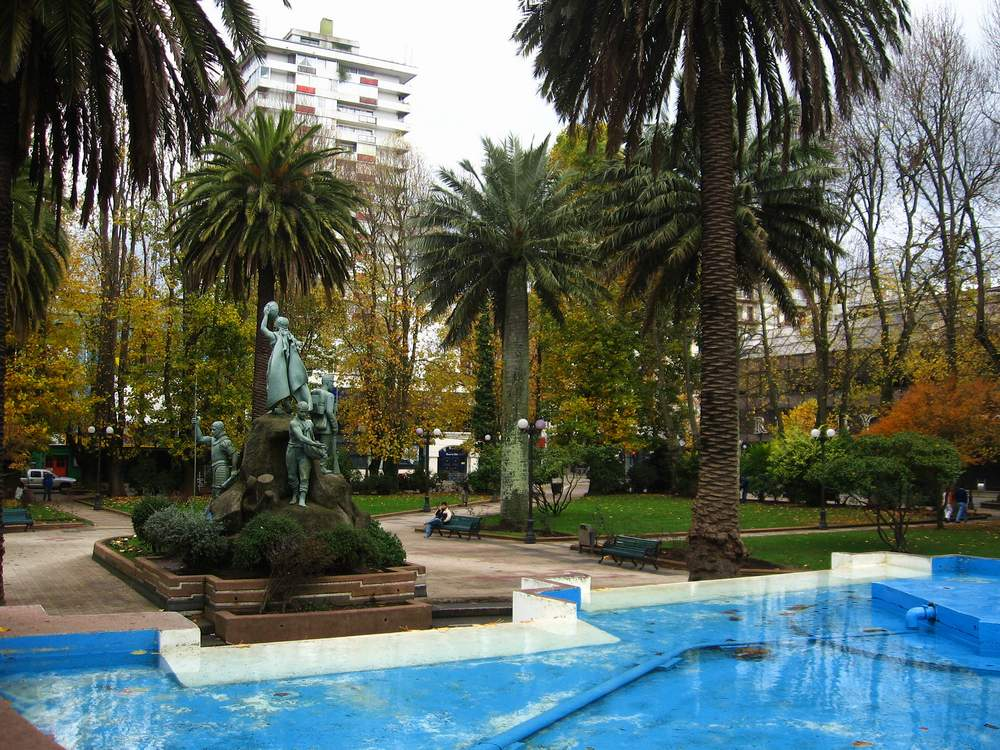
Plaça d'Armes de Temuco
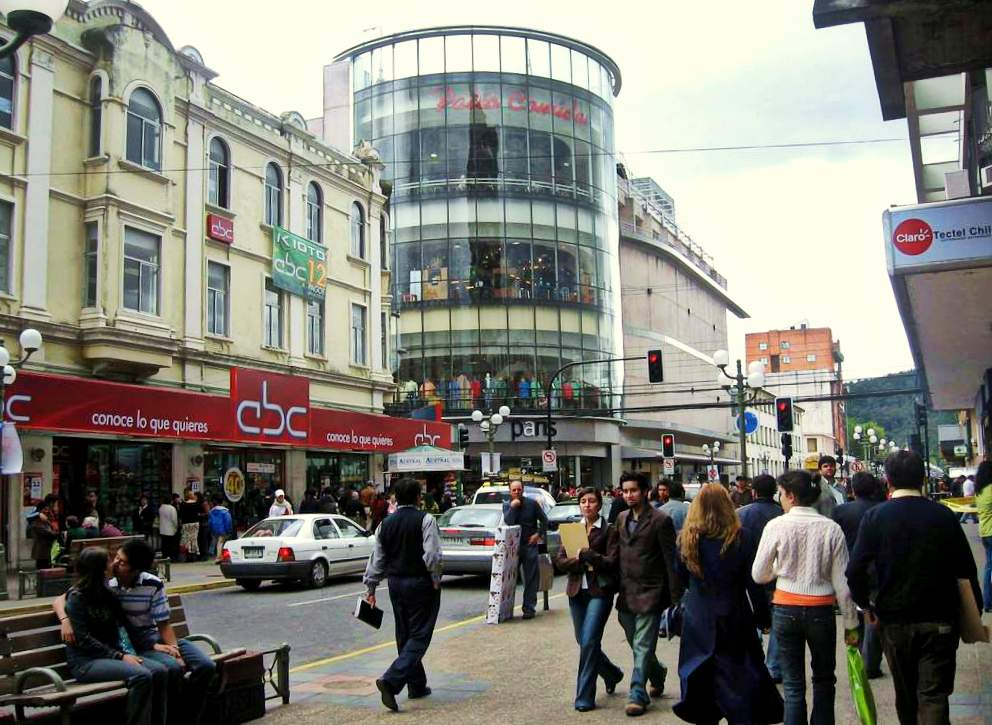
Centro de Temuco
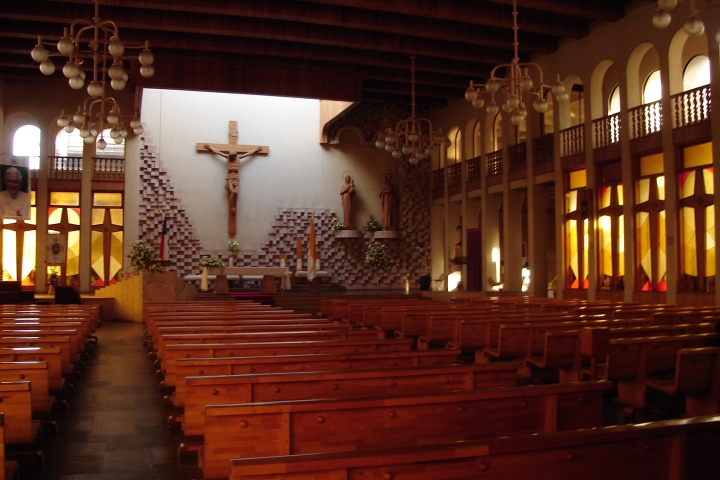
Interior Catedral